# Endochytrium ramosum
Endochytrium ramosum är en svampart som beskrevs av Sparrow 1933. Endochytrium ramosum ingår i släktet Endochytrium och familjen Endochytriaceae.   Inga underarter finns listade i Catalogue of Life.